# Ludwig Adolf Peter zu Sayn-Wittgenstein

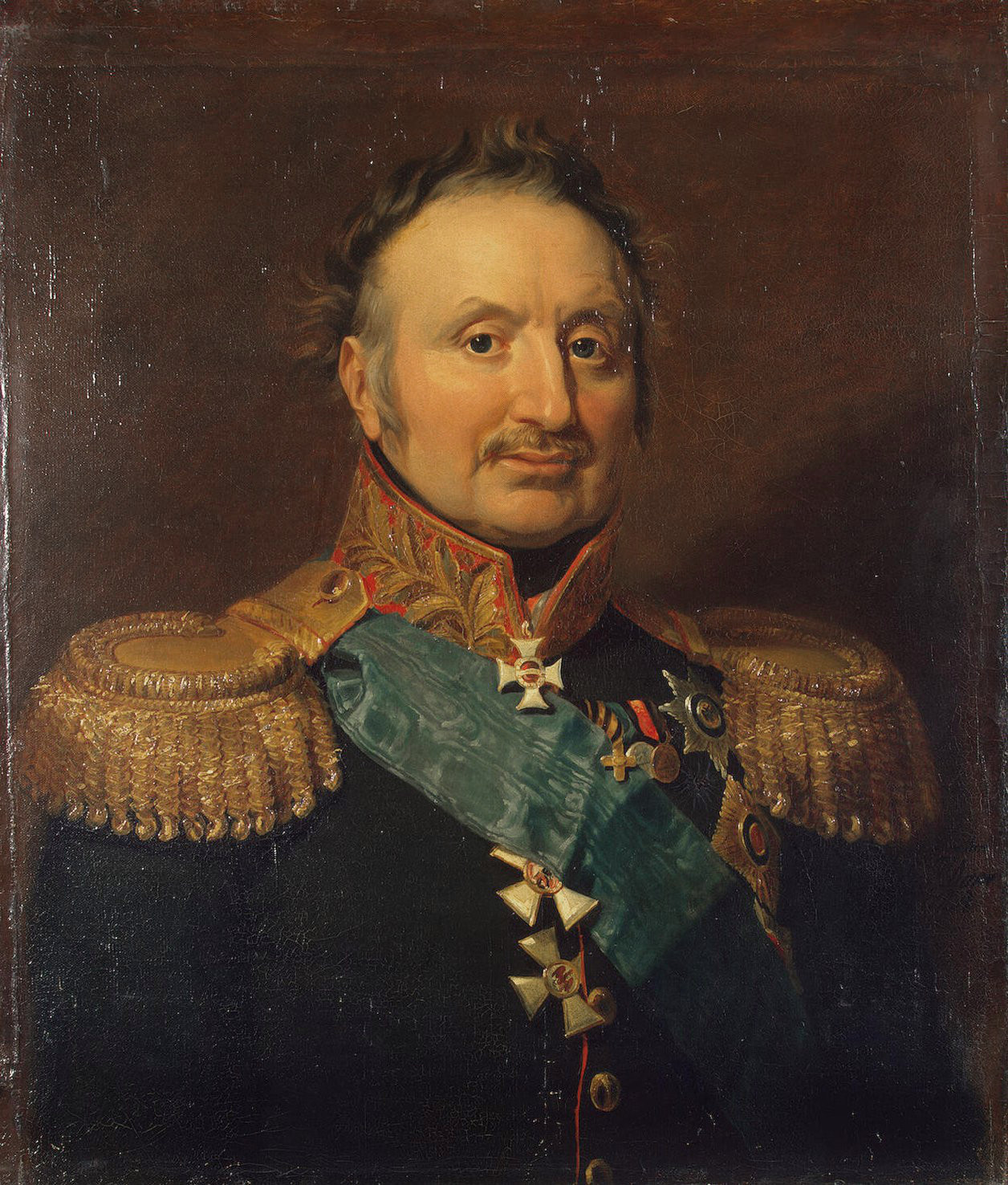
Porträt von George Dawe, um 1820. Wittgensteins Unterschrift:

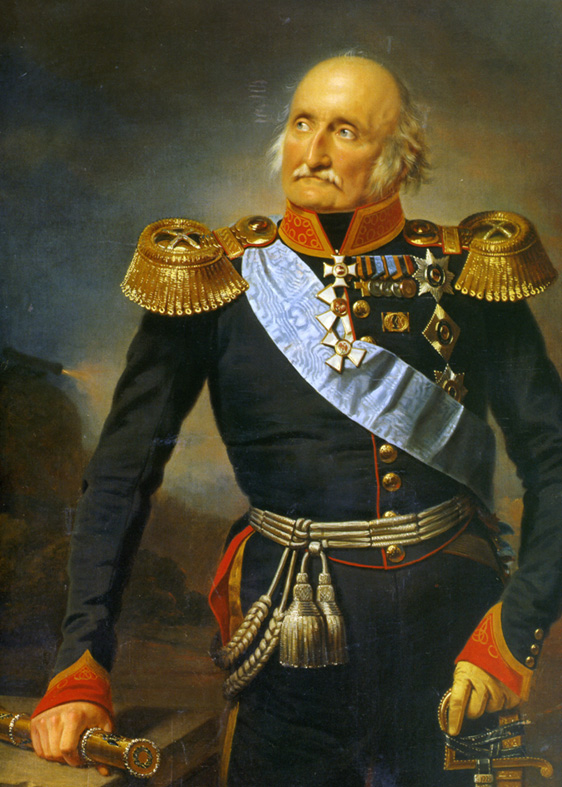
Porträt von Franz Krüger, 1853

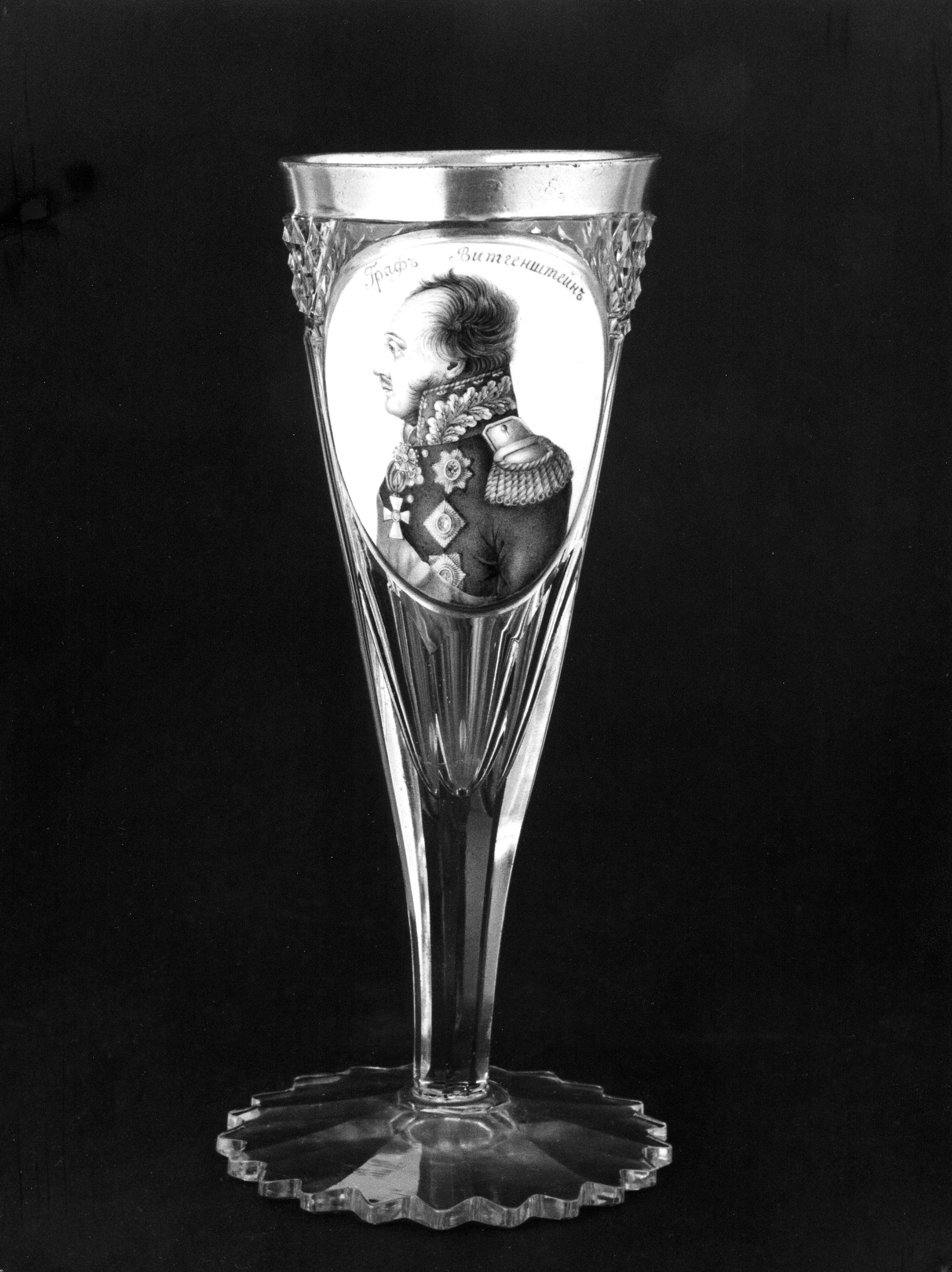
Russisches Porträtglas, Feldmarschall Wittgenstein

Graf (seit 1834 Fürst) Ludwig Adolph Peter (Pjotr Christianowitsch) (Pierre) zu Sayn-Wittgenstein-Berleburg (* 25. Dezember 1768jul. / 5. Januar 1769greg. in Nischyn oder Perejaslaw, Russisches Kaiserreich; † 30. Maijul. / 11. Juni 1843greg. Lemberg, Kaisertum Österreich) war ein Generalfeldmarschall der russischen Armee.

## Leben
Seine Eltern waren Graf Christian Ludwig Casimir von Sayn-Wittgenstein-Berleburg-Ludwigsburg (1725–1797) und dessen erste Frau Gräfin Amalie Ludowika Finck von Finckenstein (1740–1771).
Wittgenstein wurde in St. Katharinen, der Kirche der Deutschen Evangelisch-Lutherischen Gemeinde in Kiew getauft.
1781 begann Wittgenstein seinen Militärdienst im Semjonowski-Regiment, erhielt 1790 seinen ersten Offiziersrang als Kornett, 1792 zum Unterleutnant, avancierte 1793 zum Major des leichten ukrainischen Kavallerie-Regiments und erhielt 1793 seine Feuertaufe im Polnischen Feldzug, der den Kościuszko-Aufstand erfolgreich niederschlug.
1798 zum Obrist und 1799 zum Generalmajor befördert, übernahm er 1800 das Kommando über das Mariupolski-Husaren-Regiment. 1805 diente er im russischen Korps zur Unterstützung Österreichs unter dem Kommando von Miloradowitsch und Bagration und befehligte in der Schlacht von Austerlitz einen Vorposten. 1806 nahm er am russisch-türkischen Krieg teil, kämpfte im Kaukasus und hatte nach dem Fall von Chotyn die russische Grenze von Grodno bis Brest zu schützen.
1807 wurde Wittgenstein Generalleutnant und Chef des Leibgardehusarenregiments.
1812 hatte er mit seinem I. Infanteriekorps im Rahmen der 1. russischen Westarmee unter Barclay de Tolly den Weg von der Düna nach Sankt Petersburg zu decken, was ihm in der Schlacht bei Kljastizy gelang. Mitte August konnte er in der Ersten Schlacht von Polozk die Franzosen an der Düna-Linie aufhalten. Er kämpfte siegreich in der Zweiten Schlacht von Polozk (20. Oktober) und ging dann zur Offensive über. Er siegte nochmals bei Tschaschniki und erntete weiteren Ruhm durch die Rückeroberung von Witebsk (9. November), die durch den Sieg über die französischen Korps Oudinot und Laurent de Gouvion Saint-Cyr in der Schlacht bei Smoljany (14. November) abgesichert wurde. Er erhielt darauf den Befehl, zusammen mit Tschitschagow Napoleon den Weg an der Beresina abzuschneiden, was trotz extrem hoher Verluste beim Feind erfolglos blieb. Dabei erreichte General Wittgenstein immerhin die Kapitulation einer französischen Division, die erste in diesem Feldzug.
1813 operierte Wittgenstein mit dem preußischen Armeekorps unter Yorck von Wartenburg zusammen und zog am 7. März in Berlin ein. Von dort wurde er nach dem Tod Kutusows zur Hauptarmee der Verbündeten gerufen, um den Oberbefehl über die russischen und preußischen Armeen zu übernehmen. Dieser Stellung war er jedoch nicht gewachsen, insbesondere zeigte sich das Fehlen einer tatkräftigen oberen Leitung in der Schlacht bei Großgörschen. Nach der ebenfalls verlorengegangenen Schlacht bei Bautzen bot er seinen Rücktritt vom Oberkommando an. Unter seinem Nachfolger Barclay de Tolly befehligte er nach dem Waffenstillstand die bei der Böhmischen Armee befindlichen russischen Truppen.
Vor Leipzig mit der Aufklärung der Lage beauftragt, eröffnete er am 14. Oktober mit der großen Reiterschlacht bei Wachau, Liebertwolkwitz und Markkleeberg gegen Marschall Murat die Völkerschlacht bei Leipzig, an die ein Gedenkstein bei Wachau erinnert. Dabei kommandierte er zusammen mit Barclay de Tolly als „en chef“ die Infanteriekorps Eugen von Württemberg und Gortschakow sowie das Kavalleriekorps von der Pahlen. Am 16. Oktober hatte er den Oberbefehl über die Truppenverbände rechts von der Pleiße, wobei er seine Kräfte verzettelte. Am 18. Oktober stieß er unter dem Oberbefehl von Barclay de Tolly gegen Wachau und Liebertwolkwitz vor, drang am 19. Oktober gemeinsam mit den Verbänden von Kleist gegen die Quandtsche Tabaksmühle ein und erstürmte schließlich das Windmühlentor in Leipzig.
Auch im Feldzug von 1814 führte er bei dieser Armee unter dem Fürsten Schwarzenberg das 6. Korps und wurde beim siegreichen Angriff am 27. Februar in der Schlacht bei Bar-sur-Aube leicht verwundet. Verärgert über die Ernennung seines ihm in Polozk unterlegenen ehemaligen Kriegsgegners Graf Carl Philipp von Wrede zum Feldmarschall, nahm er die Verwundung zum Anlass, am 7. März das Heer zu verlassen.
1814 kehrte Wittgenstein nach Russland zurück, wurde 1818 Oberbefehlshaber der 2. Armee sowie Mitglied des Staatsrates. Seit 1826 zum Feldmarschall befördert, erhielt Wittgenstein 1828 beim Ausbruch des Krieges gegen die Osmanen den Oberbefehl über die russischen Truppen am Pruth. Das Ergebnis seiner Operationen war, dass er über die Donau zurückgehen musste und der Oberbefehl 1829 an General Graf Hans Karl von Diebitsch-Sabalkanski überging. 1834 wurde Wittgenstein durch den König von Preußen in den Fürstenstand Sayn-Wittgenstein-Berleburg-Ludwigsburg erhoben.
Ludwig Adolph Peter Fürst zu Sayn-Wittgenstein starb am 11. Juni 1843 auf einer Reise in Lemberg.

## Familie
Er heiratete am 27. Juni 1798 in Polozk Antonia Cäcilie Snarska (* 28. Februar 1778; † 27. Juli, 1856). Das Paar hatte folgende Kinder:
- Ludwig Adolf Friedrich (* 8. Juni 1799; † 20. Juli 1866), 2. Fürst zu Sayn und Wittgenstein, ab 23. September 1861 Fürst zu Sayn-Wittgenstein-Sayn (in Ludwigsburg), Kaiserlich-russischer Feldmarschall

⚭ 14. Juni 1828 Prinzessin  Stefania Radziwiłł (* 9. Dezember 1809; † 26. Juli 1832)
⚭ 23. Oktober 1834 Prinzessin Leonilla Iwanowna Barjatinskaja (* 9. Mai 1816; † 1. Februar 1918)
- Stanislaus (* 9. Juni 1800; † Januar 1820)
- Alexander (* 15. August 1803; † 30. Mai 1858) ⚭ 12. November 1824 Sofija Iwanowna Gorgoli (* 17. Mai 1808; † 10. Juni 1835)
- Peter
- Georg (* 26. Mai 1807; † 21. März 1857) ⚭ 24. August 1835 Prinzessin Emilia Światopełk-Czetwertyńska (*20. Oktober 1819; † 24. November 1896)
- Alexei (* 26. August 1810; † 10. Oktober 1842)
- Nikolaus (getauft 10. März 1812; † 10. März 1864)

⚭ 26. April 1836 (Scheidung 1855) Karolina Elżbieta Iwanowska (* 7. Februar 1819; † 10. März 1887)
⚭ 13. Januar 1857 Maria Vasilievna Michailova (* 22. März 1830; † 20. Dezember 1864)
- Emilie (* 24. Juni 1801; † 10. Mai 1869) ⚭ 26. Oktober 1821 Prinz Pjotr Iwanowitsch Trubezkoi (* 7. April 1798; † 3. Juni 1871)
- Maria
- Elizabeth
- Antonia